# Aéroport international de Minangkabau

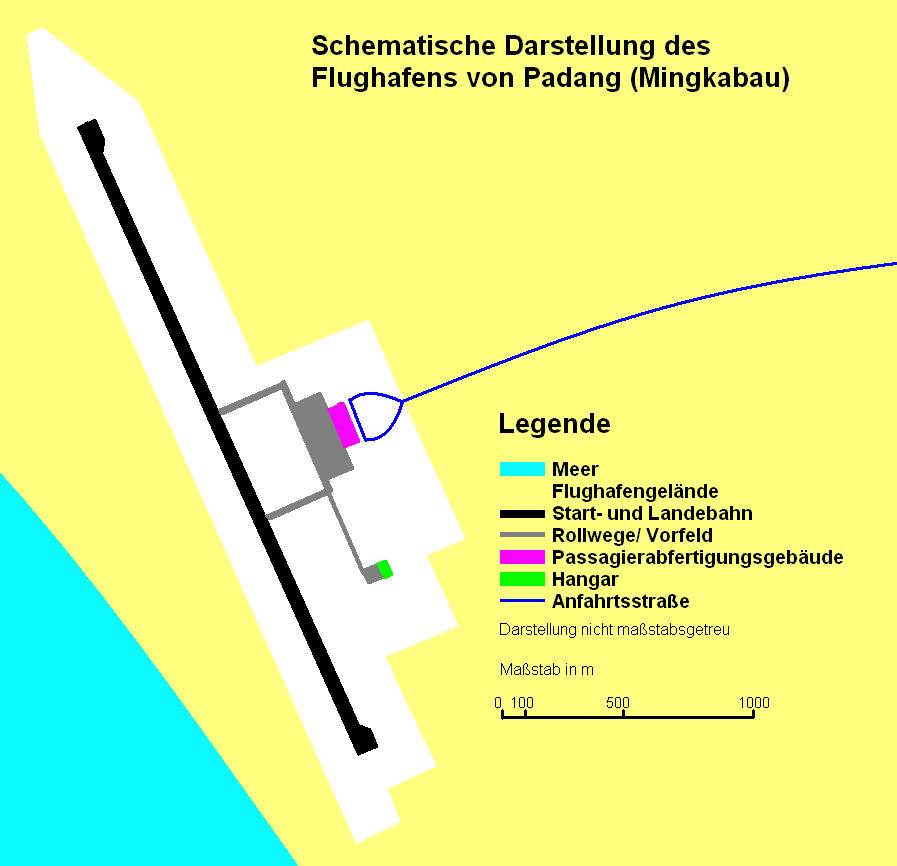
Plan de l'aéroport Minangkabau

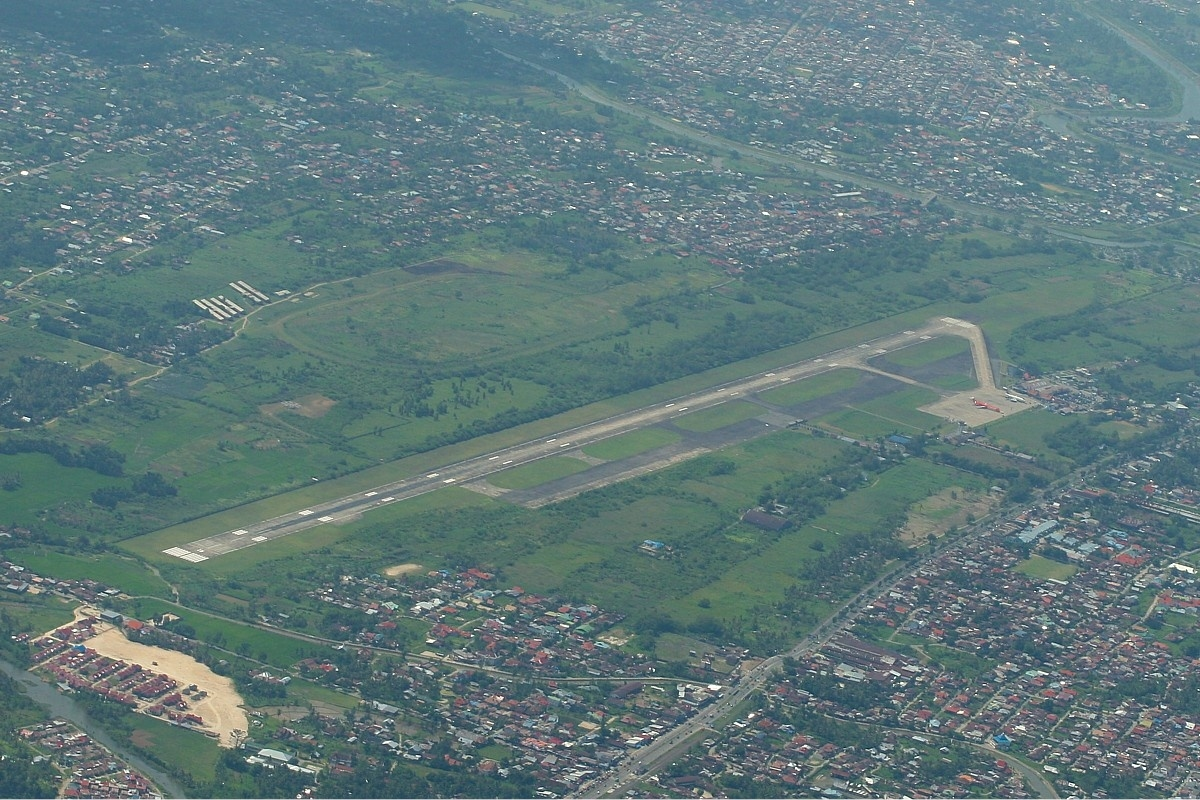
L'ancien aéroport de Tabing vu du ciel

L'aéroport international Minangkabau (code IATA : PDG • code OACI : WIMG) est l'aéroport de Padang, capitale de la province indonésienne de Sumatra occidental. Il est situé à 23 km au nord-ouest de la ville.
L'aéroport couvre une superficie de 427 hectares et possède une piste orientée 16/34 de 2 750 × 45 m. Il est prévu de porter la longueur de la piste à 3 000 m pour accueillir des Boeing 747  et de relier l'aéroport à Padang par une voie ferrée.
L'aéroport porte le nom du principal groupe ethnique de la province, les Minangkabau. Il est entré en service en 2005 pour remplacer le vieil aéroport de Tabing, trop près de la ville et de la montagne (tabing signifie "falaise" en langue minangkabau). Avec plus de 2,6 millions de passagers en 2012, c'est le 12e aéroport indonésien.

## Situation
| Banda Aceh Denpasar Pangkal · Pinang Tanjung · Pandan Djakarta-Soekarno-Hatta Bengkulu Solo Semarang Pangkalan · Bun Palangkaraya Sampit Palu Djakarta-Halim Perdanakusuma Samarinda Malang Surabaya Balikpapan Ende Kupang Komodo Gorontalo Jambi Bandar Lampung Ambon Tarakan Ternate Manado Gunung · Sitoli Medan Wamena Biak Merauke Timika Jayapura Pekanbaru Batam Tanjung · Pinang Bau-Bau Banjarmasin Makassar Palembang Bandung Pontianak Ketapang Bima Lombok Manokwari Sorong Padang Yogyakarta |

## Compagnies aériennes et destinations

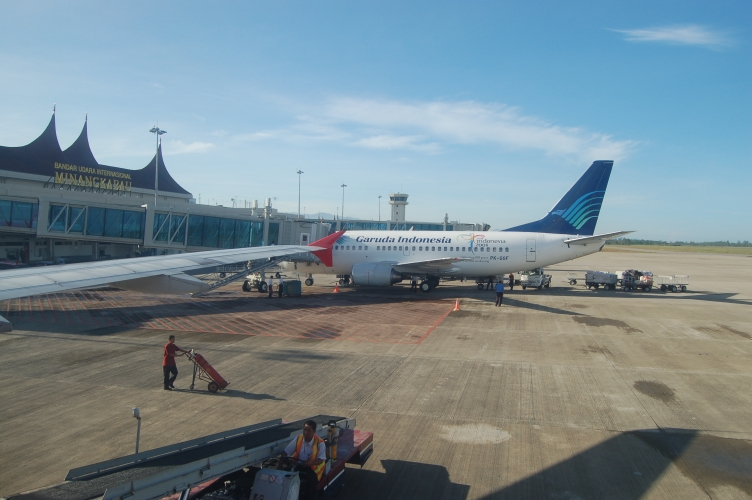
Un Boeing 737 de Garuda Indonesia sur l'aéroport de Padang

| Compagnies        | Destinations |
| ----------------- | --- |
| AirAsia           | Kuala Lumpur |
| Batik Air         | Jakarta-Halim-Perdanakusuma, Djakarta-S.-Hatta                                                                                               |
| Citilink          | Batam-Hang Nadim, Jakarta-Halim-Perdanakusuma, Djakarta-S.-Hatta                                                                             |
| Garuda Indonesia  | Djakarta-S.-Hatta En saison : Djeddah - Roi-Abdelaziz                                                                                        |
| Indonesia AirAsia | Singapour-Changi |
| Lion Air          | Batam-Hang Nadim, Djakarta-S.-Hatta, Djeddah - Roi-Abdelaziz,, Medan-Kualanamu, Médine-Prince M. Bin Abdulaziz,, Surabaya-Juanda, Yogyakarta |
| Sriwijaya Air     | Djakarta-S.-Hatta, Medan-Kualanamu, Pekanbaru (Simpang Tiga)                                                                                 |
| Susi Air          | Rokot |
| Wings Air         | Padangkemiling-Fatmawati Soekarno, Gunungsitoli, Jambi-Sultan Thaha, Palembang-M. Badaruddin II, Pekanbaru (Simpang Tiga)                    |
| XpressAir         | Bandung-H.-Sastranegara, Tanjung Pinang |

1. ↑   Lion Air flight from Padang to Jeddah includes a stop-over at Thiruvananthapuram. However,  Lion Air does not have rights to transport passengers solely between Padang and Thiruvananthapuram.
2. ↑   Lion Air flight from Padang to Medina includes a stop-over at Thiruvananthapuram. However,  Lion Air does not have rights to transport passengers solely between Padang and Thiruvananthapuram.

Édité le 07/02/2018

### Cargo
| Compagnies | Destinations           |
| ---------- | ---------------------- |
| Cardig Air | Jakarta-Soekarno-Hatta |

## Statistiques
Statistiques de fréquentation par année : 
| Année | Passagers | Fret (tonnes) | Mouvements d'appareils |
| ----- | --------- | ------------- | ---------------------- |
| 2001  | 315 925   | 3 516         | 5 126                  |
| 2002  | 458 362   | 4 251         | 6 415                  |
| 2003  | 842 492   | 6 564         | 10 032                 |
| 2004  | 1 328 046 | 6 625         | 13 966                 |
| 2005  | 1 361 360 | 6 987         | 13 966                 |